# Колендо
Колендо (рос. Колендо) — село у Охінському міському окрузі Сахалінської області Російської Федерації.
Населення становить 0 осіб (2013).

## Історія
Від 1925 року належить до Охінського міського округу Сахалінської області.

## Населення
| 1979 | 1989  | 2002 | 2010 |
| ---- | ----- | ---- | ---- |
| 2022 | ↘1783 | ↘38  | ↘0   |